# Costin Pavăl
Costin Pavăl (* 1. September 1990 in Bukarest) ist ein ehemaliger rumänischer Tennisspieler.

## Karriere
Pavăl studierte von 2009 bis 2013 an der University of Oklahoma, wo er auch College Tennis spielte. Er wurde dort im Doppel einmal zum All-American gewählt.
Costin Pavăl spielte hauptsächlich auf der ATP Challenger Tour und der ITF Future Tour. Er feierte fünf Doppelsiege auf der Future Tour. Auf der Challenger Tour gewann er nur das Doppelturnier in Andria im Jahr 2014.
Seine einzigen Auftritte auf der ATP World Tour hatte Pavăl 2015 in seiner Heimat in Bukarest bei der BRD Năstase Țiriac Trophy an der Seite von Patrick Grigoriu und in Båstad bei den SkiStar Swedish Open neben Jamie Cerretani. Beide Male verlor er die Auftaktpartie in drei Sätzen.
Sein letztes Profi-Turnier spielte er im November 2020.

## Erfolge
| Legende (Anzahl der Siege)  |
| Grand Slam                  |
| ATP World Tour Finals       |
| ATP World Tour Masters 1000 |
| ATP World Tour 500          |
| ATP World Tour 250          |
| ATP Challenger Tour (1)     |

### Doppel

#### Turniersiege
| Nr. | Datum             | Turnier | Belag         | Partner          | Finalgegner                     | Ergebnis           |
| --- | ----------------- | ------- | ------------- | ---------------- | ------------------------------- | ------------------ |
| 1.  | 22. November 2014 | Andria  | Hartplatz (i) | Patrick Grigoriu | Roman Jebavý Andreas Siljeström | 7:64, 6:74, [10:5] |